# 658
658 (DCLVIII) fue un año común comenzado en lunes del calendario juliano, en vigor en aquella fecha.

## Acontecimientos
- El emperador bizantino Constante II envía una expedición a los Balcanes. Su victoria sobre los avaros traerá un periodo de paz a Bizancio.

## Nacimientos
- Willibrord de Utrecht, misionero y obispo.

## Fallecimientos
- Fulgencio de Écija, santo español.
- Erquinoaldo, mayordomo franco de palacio de Neustria.
- Samo, mercader y gobernante franco, fundador del primer Estado eslavo.